# Pseudoarabidopsis toxophylla
Pseudoarabidopsis toxophylla là một loài thực vật có hoa trong họ Cải. Loài này được (M.Bieb.) Al-Shehbaz, O'Kane & R.A.Price miêu tả khoa học đầu tiên năm 1999.